# Kulturystyka na World Games 2009
Kulturystyka na World Games 2009 została rozegrana w dniach 18 - 19 lipca w hali Cultural Center Jhihde Hall. W tabeli medalowej zwyciężyli zawodnicy z Ukrainy z dorobkiem 3 złotych, 1 srebrnego i 1 brązowego medalu, jednak 26 października 2009 r. IWGA zdyskwalifikowała czworo medalistów za stosowanie dopingu podczas zawodów. Byli to: Beila Bałog (reprezentant Ukrainy, za stosowanie sterydów anabolicznych, leków moczopędnych oraz Selektywnych modulatorów receptora estrogenowego); Kamal Abdulrahman (reprezentant Kataru, za stosowanie tamoksyfenu); Brazylijczyk Luiz-Carlos Sarmento - za stosowanie sterydów anabolicznych, tamoksyfenu i testosteronu oraz Ukrainiec Ołeksandr Biłous za używanie środków maskujących testosteron i leki moczopędne. 

## Uczestnicy
| - Brazylia (2) - Czechy (1) - Egipt (1) - Estonia (2) - Węgry (2) | - Indie (2) - Japonia (5) - Korea Południowa (3) - Litwa (2) - Polska (1) - Południowa Afryka (1) | - Słowacja (4) - Chińskie Tajpej (3) - Ukraina (6) - Wenezuela (3) - Katar (1) - Tanzania (1) |

## Medaliści
| Konkurencja         | Złoto              | Srebro                        | Brąz                     |
| Mężczyźni           |                    |                               |                          |
| Waga lekka          | Kim Byung Soo      | Wjaczesław Makogon            | Masahiro Sue             |
| Waga półśrednia     | Changsoon Boo      | Igor Kojs                     | Huang Chien-chih         |
| Waga średnia        | Beila Bałog        | Hsu Chung-huang               | Masashi Suzuki           |
| Waga średnio-ciężka | Lee Jin Ho         | Luiz-Carlos Sarmento          | Mohamed Kotb             |
| Waga ciężka         | Ołeksandr Biłous   | Kamal-Abdullsalam Abdulrahman | Peter Tatarka            |
| Kobiety             |                    |                               |                          |
| Fitness             | Ałewtyna Titarenko | Diana Almeida                 | Anna Mozolany-Urbaniková |
| Waga lekka          | Jana Purdjaková    | Alina Cepurnine               | Natalia Diczkowska       |

## Tabela medalowa
| Poz.    | Państwo          |   |   |   |    |
| ------- | ---------------- | - | - | - | -- |
| 1       | Ukraina          | 3 | 1 | 1 | 5  |
| 2       | Korea Południowa | 3 | 0 | 0 | 3  |
| 3       | Słowacja         | 1 | 1 | 2 | 4  |
| 4       | Brazylia         | 0 | 2 | 0 | 0  |
| 5       | Chińskie Tajpej  | 0 | 1 | 1 | 2  |
| 6       | Litwa            | 0 | 1 | 0 | 1  |
| 6       | Katar            | 0 | 1 | 0 | 1  |
| 8       | Japonia          | 0 | 0 | 2 | 2  |
| 9       | Egipt            | 0 | 0 | 1 | 1  |
| Łącznie | Łącznie          | 7 | 7 | 7 | 21 |

     Kolorem niebieskim oznaczono gospodarza World Games 2009.